# Méhkerék
Méhkerék là một thị trấn thuộc hạt Békés, Hungary. Thị trấn này có diện tích 25,85 km², dân số năm 2010 là 2089 người, mật độ 81 người/km².